# Gustavo De Simone
Gustavo Daniel De Simone Horn (Montevideo, 23 de abril de 1948) es un exfutbolista y entrenador uruguayo de fútbol, radicado en Costa Rica. El último club que dirigió fue el Municipal Grecia de la Segunda División de Costa Rica.

## Trayectoria

### Como jugador
De Simone tuvo una breve carrera como futbolista, jugando en la posición de defensa. Inició su carrera en 1969, con  el Defensor Sporting Club de Montevideo, donde participó en la Primera División uruguaya hasta 1974. Con este club realizó una extensa gira latinoamericana en 1972, que los llevó a México, Centroamérica y Venezuela.
Entre 1973 y 1974 fue convocado por Roberto Porta a la Selección nacional de Uruguay, con la cual clasificó a la Copa Mundial de 1974, realizada en Alemania Occidental. Sin embargo, De Simone no jugó ninguno de los 3 encuentros disputados en el torneo, aunque estuvo en 8 partidos clasificatorios.
Al año siguiente, se trasladó a Argentina, donde fue contratado por el Club Atlético Chacarita Juniors, jugando en total 24 encuentros oficiales, para retirarse como futbolista profesional.

### Como entrenador
Su carrera de entrenador ha sido básicamente dirigiendo en equipos centroamericanos, donde ha participado en la mayoría de los países de la región (con clubes como el Herediano y el Cartaginés de Costa Rica, el Luis Ángel Firpo de El Salvador y el Jalapa de Guatemala, entre otros), así como en equipos regionales de España y clubes pequeños de Estados Unidos, Taiwán y Colombia.
En su extenso curriculum destaca el haber sido entrenador de la Selección nacional de Costa Rica entre 1987 y 1989, previo a la eliminatoria rumbo a la Copa Mundial de 1990, realizada en Italia. Debido a sus malos resultados en tres encuentros, De Simone fue sustituido al inicio de la eliminatoria final.
En 1992, dirigió a la Selección nacional de Panamá  en su eliminatoria para la Copa Mundial de 1994, efectuada en Estados Unidos, sin lograr la clasificación al certamen. En octubre de 1995, dirigió brevemente y una vez más a los panameños, pero su rendimiento en el banquillo tampoco fue el esperado. En ese momento, la Selección de Panamá obtuvo su peor calificación en el Ranking FIFA ocupando el puesto 150.